# Elshod Rasulov
Elshod Rasulov est un boxeur ouzbek né le 7 mars 1986.

## Carrière
Médaillé d'or aux championnats d'Asie d'Oulan-Bator en 2007 ainsi qu'aux Jeux asiatiques de Doha en 2006 (poids moyens) et de Guangzhou en 2010 (poids mi-lourds), sa carrière amateur est également marquée par une médaille d'argent aux championnats du monde de Milan en 2009 et une autre de bronze à Bakou en 2011 dans la catégorie mi-lourds.
Il se qualifie pour les JO de 2012, pour lesquels il sera porte-drapeau de la délégation ouzbèke.